# Małżeństwo wagi półśredniej
Małżeństwo wagi półśredniej (ang. The 158-Pound Marriage) – trzecia powieść amerykańskiego pisarza Johna Irvinga, wydana w 1974 roku przez wydawnictwo Random House. Zawiera wiele elementów charakterystycznych dla prozy tego pisarza: część jej akcji osadzona jest w Nowej Anglii i Wiedniu; opowiada historię pisarza i wspomina o zapasach. Porusza także tematykę Ménage à trois i swingersów.
Narrator, który nigdy nie ujawnia się z imienia bądź nazwiska, jest profesorem i autorem niezbyt popularnych powieści historycznych. Obecnie pracuje w Wiedniu i prowadzi badania na temat sierot ocalałych z okupacji Austrii przez Niemcy.
W Polsce została po raz pierwszy wydana w 2000 roku nakładem wydawnictwa Prószyński i S-ka przekładzie Julity Wroniak w ramach serii Biblioteczka Interesującej Prozy. Wydanie liczyło 256 stron (ISBN 83-7337-341-1). Została wznowiona przez to samo wydawnictwo w 2009 roku; wydanie to liczyło 192 strony (ISBN 978-83-7648-188-3).